# Sanmao
Sanmao, född 26 mars 1943 i Chongqing, död 4 januari 1991 i Taipei, var pseudonymen för den taiwanesiska författarinnan Chen Mao Ping (陳懋平).

## Biografi
Som barn var Sanmao intresserad av språk och litteratur men var tvungen att avbryta sin skolgång som tonåring, främst på grund av dåliga matematikresultat. År 1965 började hon studera filosofi i Taiwan och mellan 1967 och 1970 studerade hon först i Spanien och senare i Tyskland. Därefter återvände hon till Taiwan och började arbeta som lärare i tyska. Hennes fästman, en 45-årig tysk man, dog av en hjärtattack, och hon lämnade Taiwan igen och återvände till Spanien.
År 1976 publicerade hon sin första bok, den självbiografiska Berättelser om Sahara, som var hennes erfarenheter när hon bodde i Sahara tillsammans med sin spanske man, José Maria Quero y Ruiz (1951–1979), som hon först träffade i Madrid och senare gifte sig med 1973. Med en del reseskildring och en del memoarer, var det en berättelse om livet och kärleken i öknen. Snart blev Sanmao reseförfattare med ett unikt perspektiv. Efter bokens framgångar i Taiwan, Kina och Hongkong fortsatte hon att publicera arbeten, som beskrev hennes erfarenheter från Sahara och Kanarieöarna.
Hennes man José drunknade under dykning 1979 och året därpå återvände hon till Taiwan. Från 1981 till 1984 undervisade hon vid Kinesiska kulturuniversitetet i Taiwan för att därefter helt och hållet ägna sig åt att skriva.
Sanmaos böcker handlar främst om hennes egna erfarenheter av att studera och bo utomlands. De blev mycket väl mottagna och är fortfarande populära. Från 1976 till 1991 utgav Sanmao mer än 20 böcker, ett manus till filmen Rött damm (1990) samt några lyriska dikter. Hon översatte också den komiska Mafalda från spanska till kinesiska.

### Död och efterspel
Sanmao dog 47 år gammal på ett sjukhus i Taipei efter att ha hängt sig med ett par silkesstrumpor. Oklarheter kring hennes död gjorde att vissa fans hävdade hon blivit mördad. Det spekulerades också mycket om anledningen till hennes självmord: rädsla för cancern hon led av, besvikelse över att hennes filmmanus Rött damm inte fick några utmärkelser vid Golden Horse Film Festival eller depression över att hennes man José dog, 12 år tidigare.